# Iwan Czeriezow
Iwan Jurjewicz Czeriezow (ros. Иван Юрьевич Черезов, ur. 18 listopada 1980 w Iżewsku) – rosyjski biathlonista, dwukrotny medalista olimpijski i pięciokrotny medalista mistrzostw świata.

## Kariera
Biathlon zaczął trenować w wieku siedmiu lat. W 2000 roku wystąpił w pierwszych zawodach międzynarodowych – mistrzostwach Europy w Zakopanem, gdzie zdobył srebrny medal w biegu indywidualnym oraz złoto w sztafecie. W tym samym roku pojechał na mistrzostwa świata juniorów w Hochfilzen. Zdobył tam srebrny medal w sztafecie, zaś najlepszą pozycją w zawodach indywidualnych było czwarte miejsce w biegu pościgowym.
W zawodach Pucharu Świata zadebiutował 4 grudnia 2003 roku w Kontiolahti, gdzie zajął 22. miejsce w sprincie. Tym samym już w swoim debiucie zdobył pierwsze punkty. Na podium zawodów tego cyklu pierwszy raz stanął 19 grudnia 2004 roku w Östersund, zajmując trzecie miejsce w biegu masowym. Wyprzedzili go jedynie Francuz Raphaël Poirée i inny Rosjanin - Siergiej Rożkow. W kolejnych startach jeszcze 19 razy stawał na podium, odnosząc 7 zwycięstw: 19 grudnia 2009 roku w Pokljuce, 13 marca 2010 roku w Kontiolahti i 26 marca 2010 roku w Chanty-Mansyjsku wygrywał sprinty, 2 grudnia 2007 roku w Kontiolahti i 15 marca 2008 roku w Oslo triumfował w biegach pościgowych, a 18 marca 2007 roku w Chanty-Mansyjsku i 21 marca 2010 roku w Oslo był najlepszy w biegach masowych. Najlepsze wyniki osiągnął w sezonie 2009/2010, kiedy zajął trzecie miejsce w klasyfikacji generalnej, za Emilem Hegle Svendsenem z Norwegii i Austriakiem Christophem Sumannem. W tym samym sezonie był też drugi w klasyfikacji sprintu i trzeci w biegu pościgowym. Ponadto w sezonie 2006/2007 był trzeci w klasyfikacjach biegu indywidualnego i pościgowego, a w sezonie 2007/2008 był drugi w biegu indywidualnym.
Podczas mistrzostw Europy w Forni Avoltri w 2003 roku wywalczył srebrny medal w sztafecie oraz zajął czwarte miejsce w biegu indywidualnym. Na rozgrywanych dwa lata później mistrzostwach świata w Chanty-Mansyjsku wspólnie z Olgą Pylewą, Swietłaną Iszmuratową oraz Nikołajem Krugłowem zdobył złoty medal w sztafecie mieszanej.
Znalazł się w kadrze Rosji na igrzyskach olimpijskich w Turynie w 2006 roku, gdzie razem z Siergiejem Czepikowem, Pawłem Rostowcewem i Nikołajem Krugłowem zajął drugie miejsce w sztafecie. Był tam też ósmy w biegu indywidualnym, piąty w sprincie i piętnasty w biegu pościgowym. Następnie dwukrotnie zdobywał złote medale w sztafecie: na mistrzostwach świata w Anterselvie w 2007 roku i mistrzostwach świata w Östersund rok później. W obu przypadkach Rosjanie wystąpili w składzie: Iwan Czeriezow, Maksim Czudow, Dmitrij Jaroszenko i Nikołaj Krugłow.
Jedyny medal indywidualny wywalczył podczas mistrzostw świata w Pjongczangu w 2009 roku, gdzie był trzeci w biegu masowym. Uległ tam jedynie Austriakom: Dominikowi Landertingerowi i Christophowi Sumannowi. Rok później wystartował na igrzyskach olimpijskich w Vancouver, gdzie wspólnie z Antonem Szypulinem, Maksimem Czudowem i Jewgienijem Ustiugowem był trzeci w sztafecie. Był tam też między innymi szósty w biegu pościgowym i masowym. Ostatni medal wywalczył podczas mistrzostw świata w Chanty-Mansyjsku w 2011 roku, gdzie razem z kolegami zdobył srebrny medal w sztafecie. Ponadto dwukrotnie był blisko kolejnych medali: podczas MŚ 2008 w Östersund był czwarty w sprincie, przegrywając walkę o podium z Norwegiem Ole Einarem Bjørndalenem o 5,8 sekundy, oraz podczas MŚ 2010 Chanty-Mansyjsku, gdzie był czwarty w sztafecie mieszanej.

## Osiągnięcia

### Igrzyska olimpijskie
| Rok  | Miejscowość | Konkurencje | Konkurencje | Konkurencje | Konkurencje | Konkurencje | Konkurencje | Konkurencje |
| Rok  | Miejscowość | IN          | SP          | PU          | MS          | RL          | MR          | SR          |
| ---- | ----------- | ----------- | ----------- | ----------- | ----------- | ----------- | ----------- | ----------- |
| 2006 | Turyn       | 8.          | 5.          | 15.         | –           | 2.          | nd.         | –           |
| 2010 | Vancouver   | 15.         | 10.         | 6.          | 6.          | 3.          | nd.         | –           |

### Mistrzostwa świata
| Rok  | Miejscowość     | Konkurencje | Konkurencje | Konkurencje | Konkurencje | Konkurencje | Konkurencje | Konkurencje |
| Rok  | Miejscowość     | IN          | SP          | PU          | MS          | RL          | MR          | SR          |
| ---- | --------------- | ----------- | ----------- | ----------- | ----------- | ----------- | ----------- | ----------- |
| 2005 | Hochfilzen      | 32.         | 4.          | 2.          | 8.          | 2.          | nd.         | –           |
| 2005 | Chanty-Mansyjsk | nd.         | nd.         | nd.         | nd.         | nd.         | 1.          | –           |
| 2006 | Pokljuka        | nd.         | nd.         | nd.         | nd.         | nd.         | 16.         | –           |
| 2007 | Anterselva      | 6.          | 22.         | 9.          | 16.         | 1.          | –           | –           |
| 2008 | Östersund       | 18.         | 4.          | 8.          | 8.          | 1.          | –           | –           |
| 2009 | Pjongczang      | 7.          | 38.         | 26.         | 3.          | 6.          | 5.          | –           |
| 2010 | Chanty-Mansyjsk | nd.         | nd.         | nd.         | nd.         | nd.         | 4.          | –           |
| 2011 | Chanty-Mansyjsk | 22.         | 19.         | 18.         | 5.          | 2.          | 6.          | –           |

### Puchar Świata

#### Miejsca w klasyfikacji generalnej
| Sezon     | Miejsce |
| --------- | ------- |
| 2003/2004 | 65.     |
| 2004/2005 | 18.     |
| 2005/2006 | 15.     |
| 2006/2007 | 4.      |
| 2007/2008 | 5.      |
| 2008/2009 | 7.      |
| 2009/2010 | 3.      |
| 2010/2011 | 5.      |
| 2012/2013 | 85.     |
| 2013/2014 | 67.     |
| 2014/2015 | -       |
| 2015/2016 | -       |

#### Zwycięstwa w zawodach
| Lp. | Dzień      | Rok  | Miejscowość     | Konkurencja               | Pudła   | Czas biegu | Przypisy |
| --- | ---------- | ---- | --------------- | ------------------------- | ------- | ---------- | -------- |
| 1.  | 18 marca   | 2007 | Chanty-Mansyjsk | Bieg masowy na 15 km      | 0+1+1+0 | 42:29,7    | –        |
| 2.  | 2 grudnia  | 2007 | Kontiolahti     | Bieg pościgowy na 12,5 km | 0+0+0+0 | 32:51,9    | –        |
| 3.  | 15 marca   | 2008 | Oslo            | Bieg pościgowy na 12,5 km | 1+0+1+0 | 35:10,9    | –        |
| 4.  | 19 grudnia | 2009 | Pokljuka        | Sprint na 10 km           | 28:10,0 | 0+0        | –        |
| 5.  | 13 marca   | 2010 | Kontiolahti     | Sprint na 10 km           | 24:42,4 | 0+0        | –        |
| 6.  | 21 marca   | 2010 | Oslo            | Bieg masowy na 15 km      | 0+0+0+0 | 40:10,1    | –        |
| 7.  | 26 marca   | 2010 | Chanty-Mansyjsk | Sprint na 10 km           | 24:43,3 | 0+0        | –        |

#### Miejsca na podium chronologicznie
| Lp. | Dzień       | Rok  | Miejscowość     | Konkurencja                | Lokata | Pudła   | Czas biegu | Strata  | Zwycięzca            |
| --- | ----------- | ---- | --------------- | -------------------------- | ------ | ------- | ---------- | ------- | -------------------- |
| 1.  | 19 grudnia  | 2004 | Östersund       | Bieg masowy na 15 km       | 3.     | 0+0+0+1 | 39:07,1    | +20,3   | Raphaël Poirée       |
| 2.  | 3 grudnia   | 2006 | Östersund       | Bieg pościgowy na 12,5 km  | 3.     | 0+0+1+0 | 34:42,0    | +35,2   | Ole Einar Bjørndalen |
| 3.  | 9 grudnia   | 2006 | Hochfilzen      | Bieg pościgowy na 12,5 km  | 3.     | 0+0+0+1 | 42:10,9    | +2:20,0 | Ole Einar Bjørndalen |
| 4.  | 18 marca    | 2007 | Chanty-Mansyjsk | Bieg masowy na 15 km       | 1.     | 0+1+1+0 | 42:29,7    | –       | –                    |
| 5.  | 2 grudnia   | 2007 | Kontiolahti     | Bieg pościgowy na 12,5 km  | 1.     | 0+0+0+0 | 32:51,9    | –       | –                    |
| 6.  | 15 marca    | 2008 | Oslo            | Bieg pościgowy na 12,5 km  | 1.     | 1+0+1+0 | 35:10,9    | –       | –                    |
| 7.  | 12 grudnia  | 2008 | Hochfilzen      | Sprint na 10 km            | 2.     | 0+0     | 26:34,4    | +26,3   | Emil Hegle Svendsen  |
| 8.  | 18 grudnia  | 2008 | Hochfilzen      | Bieg indywidualny na 20 km | 2.     | 0+0+2+0 | 56:47,9    | +47,6   | Maksim Czudow        |
| 9.  | 25 stycznia | 2009 | Anterselva      | Bieg masowy na 15 km       | 3.     | 0+0+1+1 | 37:22,7    | +2,8    | Christoph Stephan    |
| 10. | 21 lutego   | 2009 | Pjongczang      | Bieg masowy na 15 km       | 3.     | 2+0+0+0 | 38:46,4    | +13,9   | Dominik Landertinger |
| 11. | 19 grudnia  | 2009 | Pokljuka        | Sprint na 10 km            | 1.     | 28:10,0 | 0+0        | –       | –                    |
| 12. | 13 marca    | 2010 | Kontiolahti     | Sprint na 10 km            | 1.     | 24:42,4 | 0+0        | –       | –                    |
| 13. | 20 marca    | 2010 | Oslo            | Bieg pościgowy na 12,5 km  | 3.     | 0+0+0+1 | 34:13,1    | +26,2   | Martin Fourcade      |
| 14. | 21 marca    | 2010 | Oslo            | Bieg masowy na 15 km       | 1.     | 0+0+0+0 | 40:10,1    | –       | –                    |
| 15. | 26 marca    | 2010 | Chanty-Mansyjsk | Sprint na 10 km            | 1.     | 24:43,3 | 0+0        | –       | –                    |
| 16. | 11 grudnia  | 2010 | Hochfilzen      | Bieg pościgowy na 12,5 km  | 3.     | 1+0+0+1 | 37:12,4    | +40,0   | Tarjei Bø            |
| 17. | 9 stycznia  | 2011 | Oberhof         | Bieg masowy na 15 km       | 3.     | 0+0+1+1 | 39:55,4    | +4,1    | Tarjei Bø            |
| 18. | 14 stycznia | 2011 | Ruhpolding      | Sprint na 10 km            | 3.     | 0+0     | 24:18,9    | +23,8   | Lars Berger          |
| 19. | 4 lutego    | 2011 | Presque Isle    | Sprint na 10 km            | 3.     | 0+0     | 26:05,2    | +36,4   | Arnd Peiffer         |
| 20. | 6 lutego    | 2011 | Presque Isle    | Bieg pościgowy na 12,5 km  | 2.     | 1+1+2+0 | 36:12,7    | +10,3   | Alexis Bœuf          |

### Puchar IBU

#### Miejsca w klasyfikacji generalnej
| Sezon     | Miejsce |
| --------- | ------- |
| 2002/2003 | 69.     |
| 2003/2004 | 30.     |
| 2004/2005 | 97.     |
| 2011/2012 | 76.     |
| 2012/2013 | 12.     |
| 2013/2014 | 70.     |

#### Miejsca na podium chronologicznie
| Lp. | Dzień        | Rok  | Miejscowość | Konkurencja                | Lokata | Pudła   | Czas biegu | Strata | Zwycięzca |
| --- | ------------ | ---- | ----------- | -------------------------- | ------ | ------- | ---------- | ------ | --------- |
| 1.  | 30 listopada | 2012 | Beitostølen | Bieg indywidualny na 20 km | 1.     | 0+1+0+0 | 55:23,9    | –      | –         |